# Salt-en-Donzy
Salt-en-Donzy là một xã trong tỉnh Loire miền trung nước Pháp.